# Horridoh (Bad Suderode)

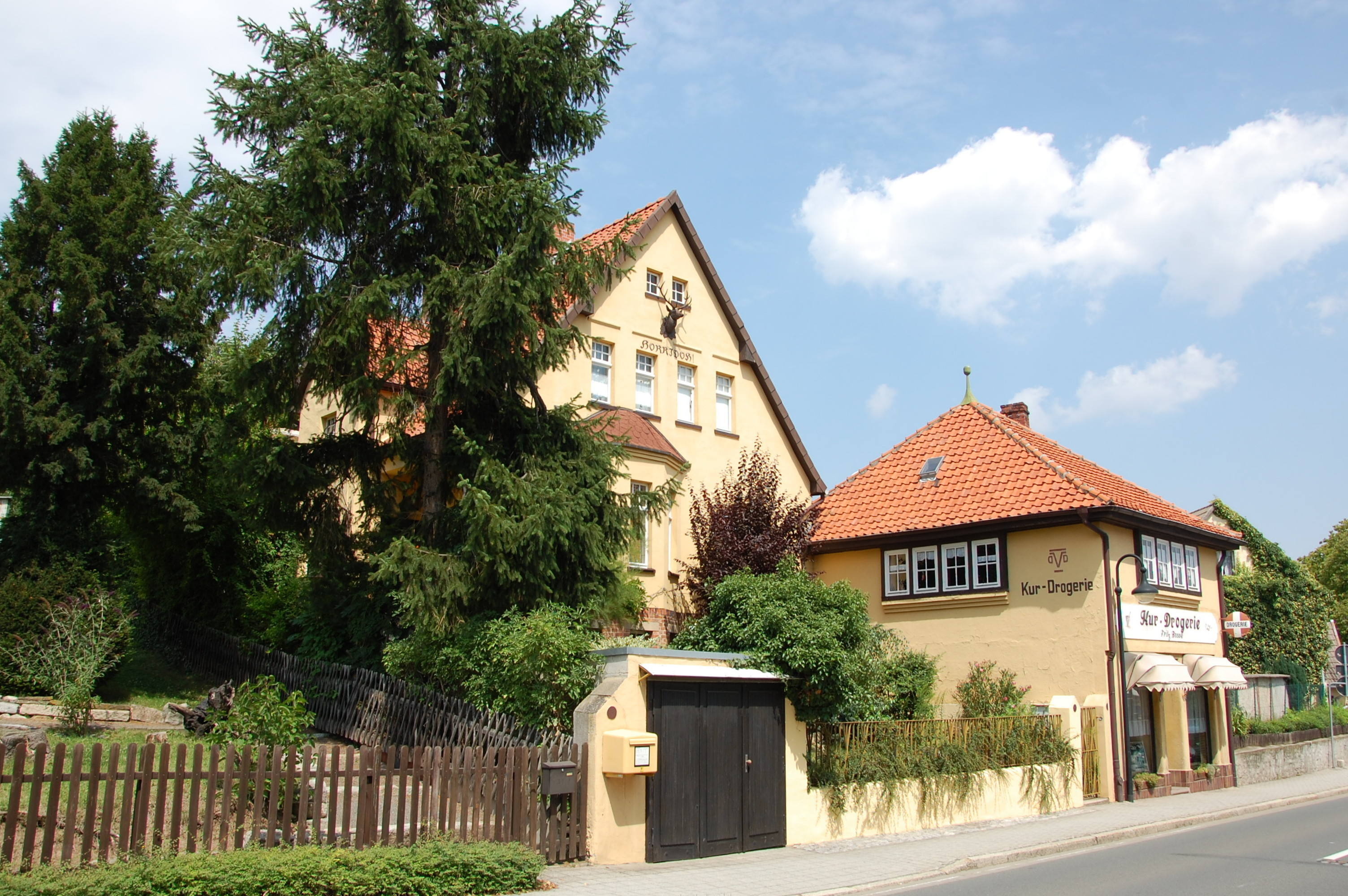
Haus Bahnhofstraße 33

Horridoh ist ein denkmalgeschütztes Gebäude im zur Stadt Quedlinburg in Sachsen-Anhalt gehörenden Ortsteil Bad Suderode.

## Lage
Es befindet sich auf der Westseite der Bahnhofstraße an der Adresse Bahnhofstraße 33 und ist im örtlichen Denkmalverzeichnis als Landhaus eingetragen.

## Architektur und Geschichte
Das Gebäudeensemble entstand in der Zeit um 1910/30. Das etwas zurückgesetzt stehende Wohnhaus ist der ältere Teil der Bebauung und einfach, aber gut proportioniert gestaltet. Es gilt als künstlerisch hochwertig. An dem zur Straße ausgerichteten Giebel befindet sich die Inschrift HORRIDOH!. An der Nordseite besteht ein jüngerer, zur Straße hin versetzte Anbau, der als Drogerie-Geschäft dient.